# Salvia clevelandii
Salvia clevelandii là một loài thực vật có hoa trong họ Hoa môi. Loài này được (A.Gray) Greene miêu tả khoa học đầu tiên năm 1892.

## Hình ảnh

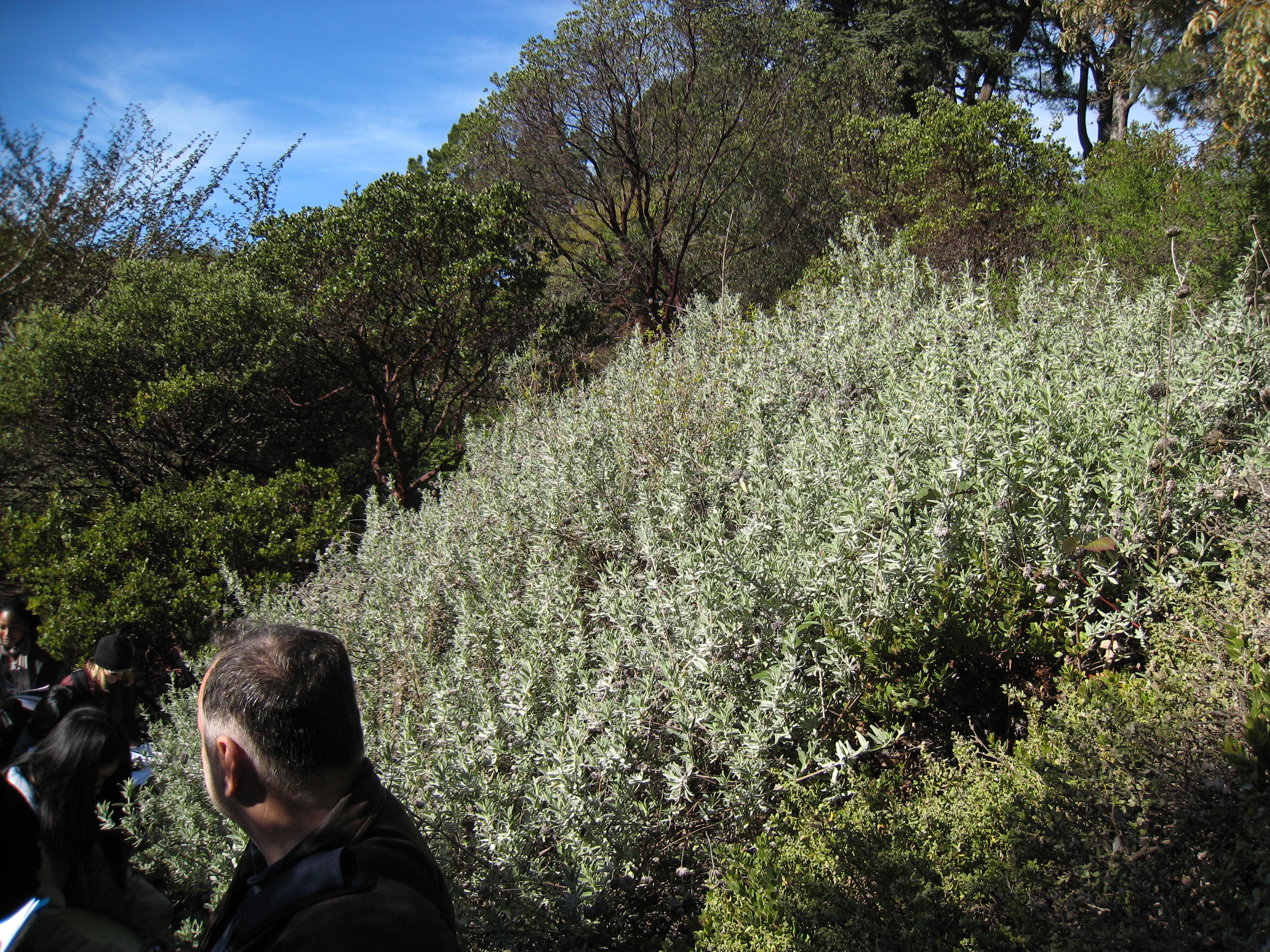
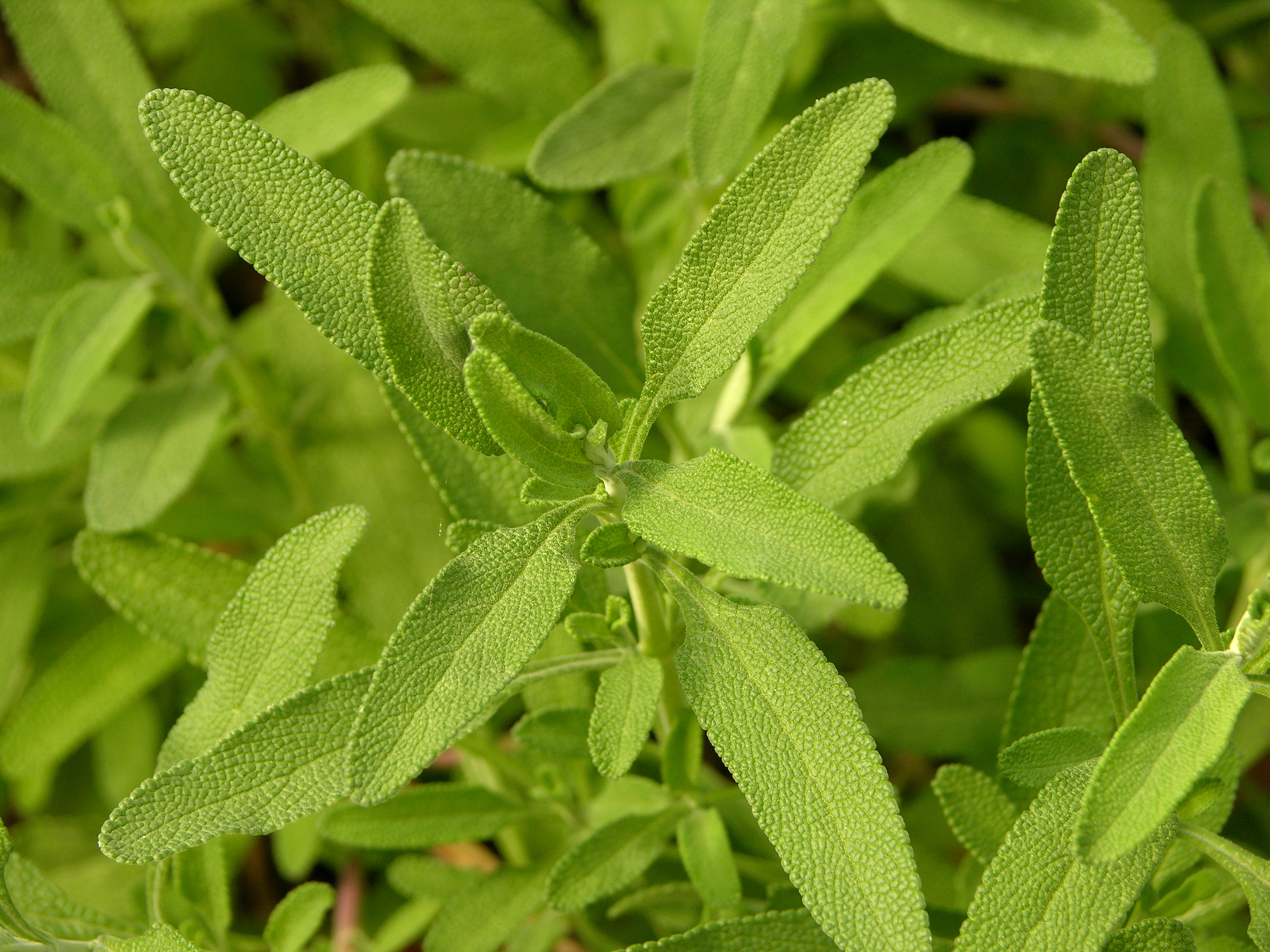
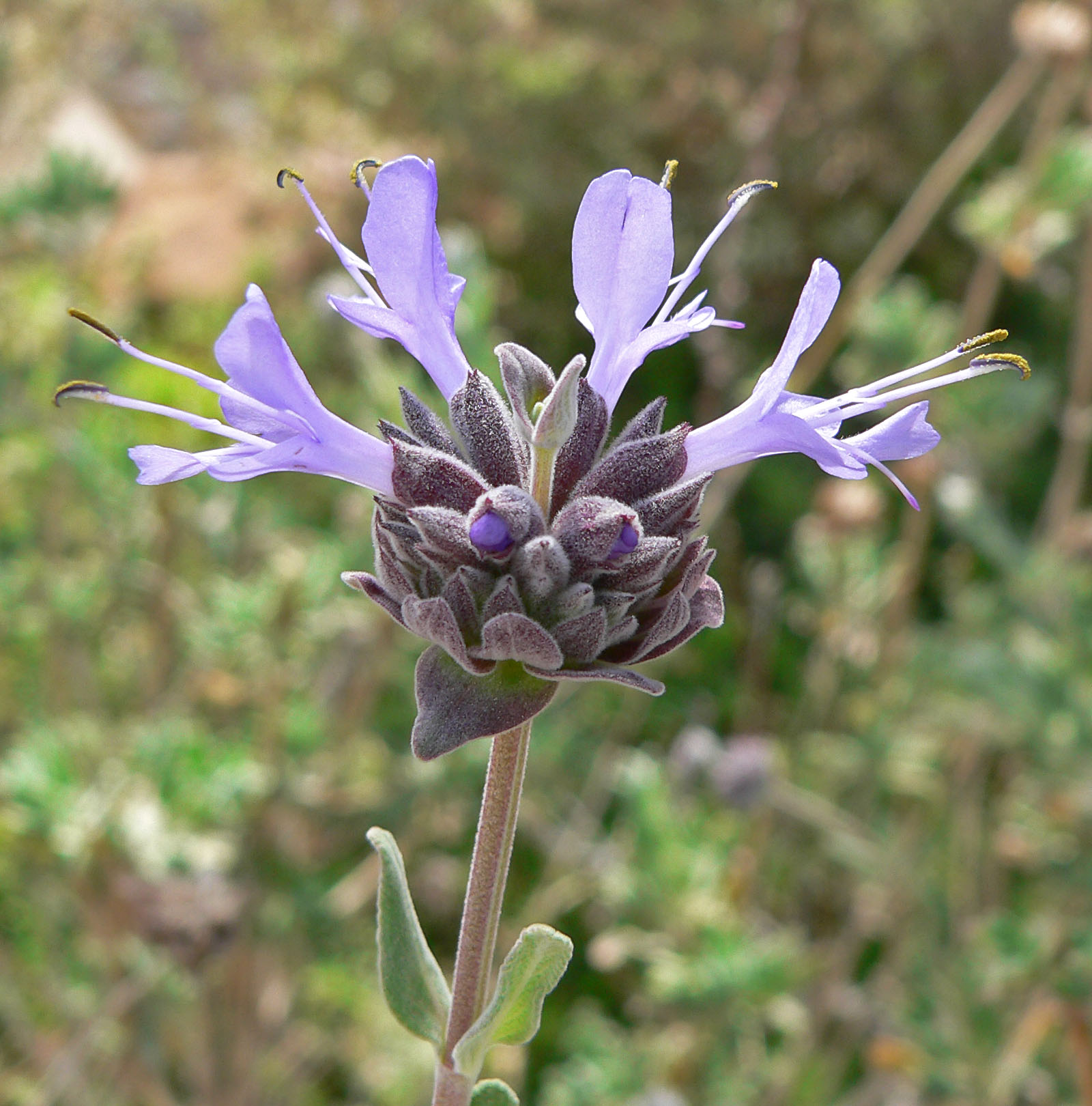
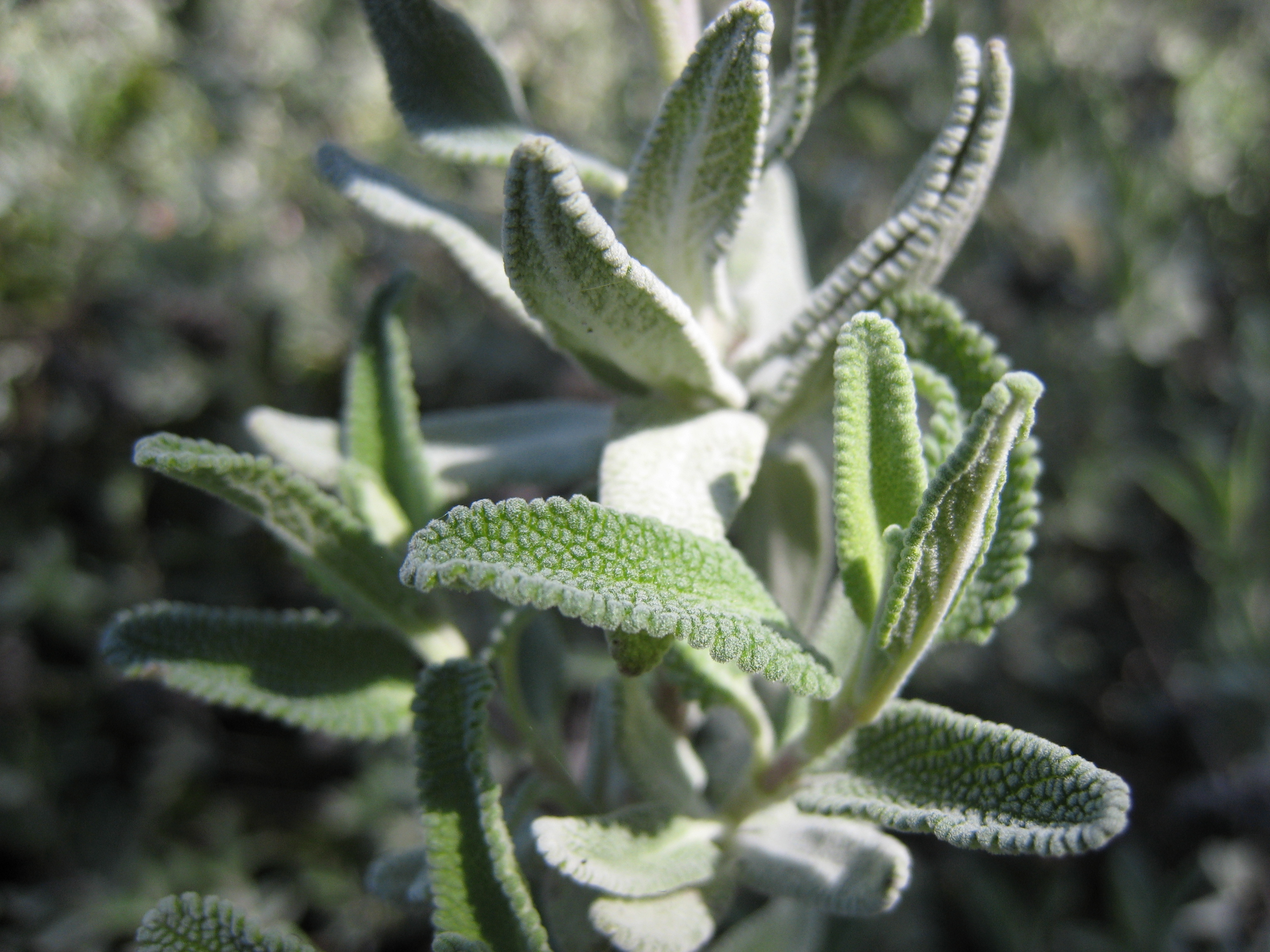